# Neoconger mucronatus
Neoconger mucronatus är en fiskart som beskrevs av Girard, 1858. Neoconger mucronatus ingår i släktet Neoconger och familjen Moringuidae. Inga underarter finns listade i Catalogue of Life.